# Messiah (Handel)
Messiah (HWV 56)  là bản oratorio tiếng Anh do George Frideric Handel sáng tác năm 1741 với nội dung dẫn ý từ Kinh Thánh do Charles Jennens viết ca từ theo bản dịch King James, và những chương Thánh Vịnh trích từ Sách cầu nguyện chung của Anh giáo. Ra mắt công chúng tại Dublin ngày 13 tháng 4 năm 1742, buổi trình diễn đầu tiên tại Luân Đôn được tổ chức một năm sau đó. Từ những thành quả khiêm tốn lúc ban đầu, dần dà Messiah giành được sự quan tâm rộng rãi của công chúng, cuối cùng trở thành một trong những tác phẩm hợp xướng nổi tiếng nhất và được biểu diễn nhiều nhất trong nền âm nhạc phương Tây.
Từ những vở opera tiếng Ý mà thanh danh của Handel được thiết lập trên đất nước Anh, nơi ông định cư từ năm 1713. Kể từ thập niên 1730, ông quay sang viết oratorio tiếng Anh nhằm đáp ứng thị hiếu của người dân ở đây; Messiah là sáng tác thứ sáu của Handel viết theo thể loại này. Dù có cấu trúc tương tự với thể loại opera truyền thống, Messiah không phải là một vở diễn, cũng không có những vai diễn, và rất ít lời thoại. Ca từ của Jennes là những ký thuật và những trầm tư sâu lắng về cuộc đời Chúa Giêsu là Đấng Messiah (Chúa Cứu Thế), khởi đi từ những lời tiên tri của Isaiah và những nhà tiên tri khác, đến sự hóa thân thành người, sự thống khổ, và Sự phục sinh của Giêsu, tất cả đều tập trung về vinh hiển sau cùng của ngài trên thiên đàng.
Nguyên thủy, khi viết Messiah, Handel chỉ dành một quy mô vừa phải cho hợp xướng và các loại nhạc cụ với nhiều chọn lựa cho mỗi thể loại. Nhưng sau khi ông mất, tác phẩm đã được cải biên để trình diễn bởi những dàn giao hưởng và ban hợp xướng với quy mô lớn hơn nhiều. Mozart và những nhà soạn nhạc khác đã viết lại cũng như mở rộng tác phẩm. Tuy nhiên, từ cuối thế kỷ 20, người ta có khuynh hướng trở lại với sáng tác nguyên thủy; hầu hết những buổi trình diễn Messiah ngày nay đều thể hiện định ý sáng tác ban đầu của Handel mặc dù những sản phẩm "Messiah hoành tráng" vẫn tiếp tục phát triển. Một phiên bản gần như hoàn chỉnh được ghi âm trong bộ đĩa nhựa 78 rpm phát hành năm 1928; kể từ đó Messiah vẫn thường xuyên được ghi âm. 

## Bối cảnh

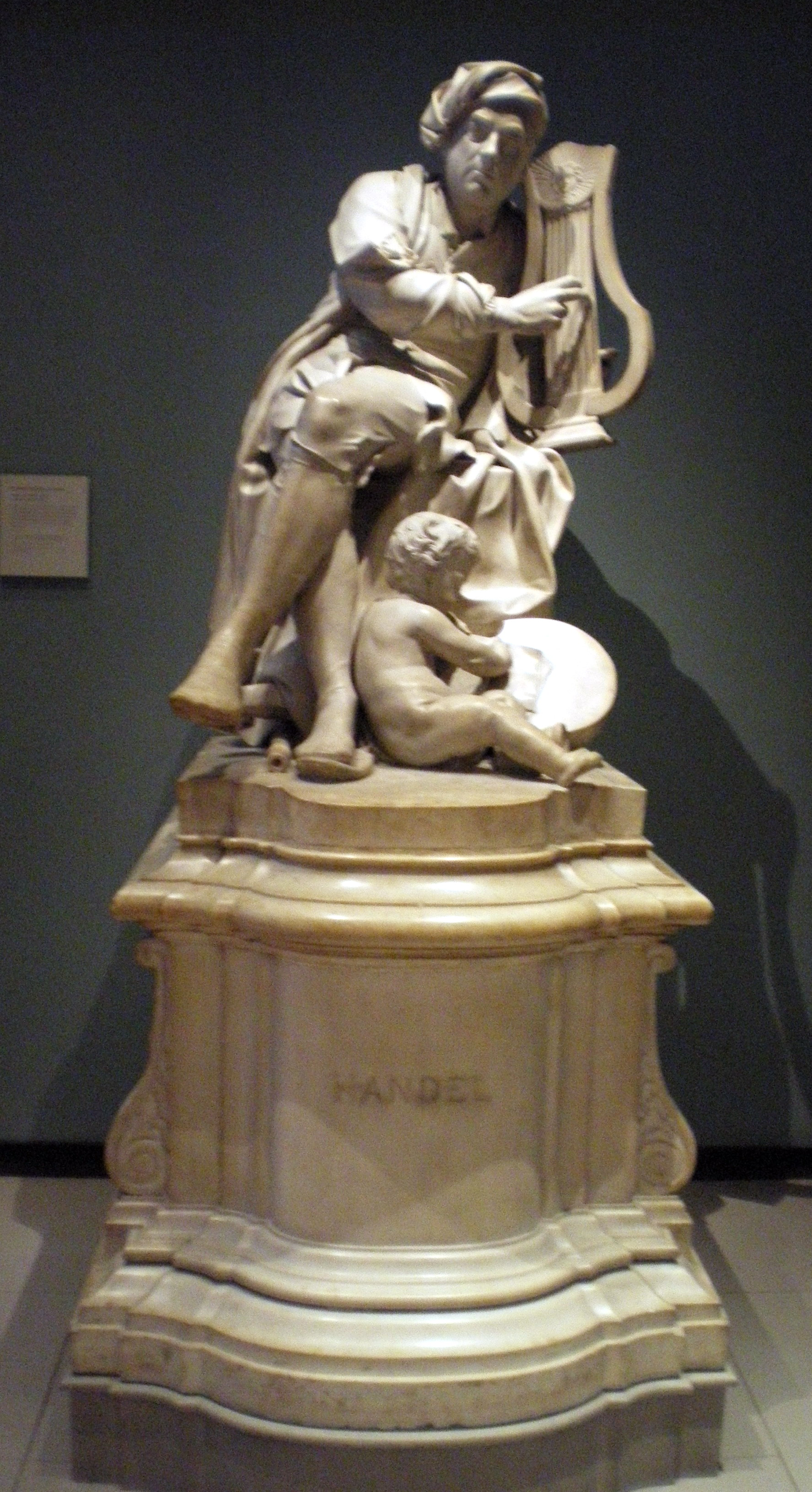
Bức tượng tôn vinh Handel, đặt tại Vauxhall Gardens, Luân Đôn.

George Frideric Handel (tiếng Đức: Georg Friedrich Händel; đọc là [ˈhɛndəl]) (sinh năm 1685 tại Đức), là nhà soạn nhạc xuất chúng thời kỳ Baroque, nổi tiếng với các sáng tác opera, oratoria, anthem, và concertro organ. Handel đã trải qua một thời gian học nhạc ở Halle, Hamburg, và Ý trước khi định cư ở Luân Đôn từ năm 1712. Ông có ảnh hưởng sâu sắc trên những nhà soạn nhạc Baroque Ý và truyền thống hợp xướng đối âm Đức.
Năm 1741, địa vị của Handel như là một nhạc sĩ lỗi lạc tại Anh đã được khẳng định qua những vinh danh dành cho ông: khoản tiền hưu do Vua Georg II cung cấp, chức danh nhà soạn nhạc cho Giáo đường Hoàng gia, và bức tượng đặt trong Khu vườn Vauxhall, một vinh dự hiếm có dành cho một nhân vật còn sống. Trong khối lượng sáng tác đồ sộ và đa dạng của Handel có những vở opera Ý mà ông nhiệt tình giới thiệu cho giới thưởng lãm Luân Đôn như vở Rinaldo trong năm 1711. Ông đã viết và trình bày hơn 40 vở opera Ý tại các nhà hát ở Luân Đôn. Dù vậy, đến đầu thập niên 1930, thị hiếu của công chúng bắt đầu thay đổi, thành công vang dội của vở The Beggar’s Opera của John Gay và Johann Christoph Pepusch (trình diễn lần đầu trong năm 1728) là một tín hiệu về sự vượt trội của thể loại opera ballad tiếng Anh đối với opera tiếng Ý  Tiền bán vé càng sụt giảm Handel càng phụ thuộc vào các khoản trợ giúp từ những nhà quý tộc, mà những khoản này mỗi ngày càng ít đi. Handel đã vượt qua thách thức này, nhưng ông cũng đã dành một khoản tiền lớn của tiền riêng của mình để làm như vậy.
Viễn cảnh cho những vở opera diễn bằng tiếng Ý trong thập niên 1930 là u ám. Mặc dù Handel vẫn cố công giới thiệu thể loại nhạc kịch này cho công chúng Luân Đôn, ông quay sang đầu tư cho thể loại oratorio tiếng Anh và cho trình diễn xen kẽ trên sân khấu của ông. Trong hai năm sinh sống ở Roma (1707 – 1708) chàng trai trẻ Handel đã viết hai bản oratorio tiếng Ý vào thời điểm cấm trình diễn opera trong thành phố theo chỉ dụ của giáo hoàng. Cuộc phiêu lưu đầu tiên của Handel vào thể loại oratorio tiếng Anh là tác phẩm Esther trình diễn trong tư gia một nhà bảo trợ khoảng năm 1718. Ngày 6 tháng 5 năm 1732, Handel đem một phiên bản đã được hiệu đính và mở rộng của tác phẩm Esther đến Nhà hát King, Haymarket cho buổi ra mắt lộng lẫy có sự tham dự của hoàng gia. Sự thành công của buổi diễn đã khích lệ Handel viết thêm hai bản oratorio (Deborah và Athalia). Cả ba tác phẩm này đều được trình diễn tại Nhà hát Sheldonian ở Oxford vào mùa hè năm 1733, thu hút một cử tọa đông đảo và nhiệt tình ủng hộ. Người ta thuật lại rằng có những sinh viên trẻ đã phải bán đồ đạc của mình hầu gom đủ tiền cho tấm vé trị giá năm shilling.
Năm 1735, một chủ đất giàu có trong tiền bạc cũng như trong đam mê âm nhạc và văn chương tên Charles Jennens gởi Handel phần ca từ cho một bản oratorio mang tên Saul. Bởi vì lúc ấy Handel chỉ chuyên chú sáng tác opera nên không chịu viết nhạc cho Saul mãi đến năm 1738 khi ông chuẩn bị cho mùa trình diễn 1738-39. Tác phẩm này được trình diễn lần đầu tại Nhà hát King trong tháng 1 năm 1739 và có được sự đón nhận tích cực từ khán giả, ngay sau đó là bản oratorio Israel in Egypt nhưng ít thành công hơn. Bởi vì sự thịnh hành của các tác phẩm tiếng Anh là không thể đảo ngược, sau ba lần trình diễn vở opera tiếng Ý Deidamia trong tháng 1 và tháng 2 năm 1741, Handel ngưng sáng tác cho thể loại này. Tháng 7, 1741, Jennens gởi Handel phần ca từ cho một bản oratorio mới. Trong bức thư gởi một người bạn, Edward Holdsworth, Jennens viết, "Tôi hi vọng [Handel] sẽ đặt hết tài năng và kỹ năng vào tác phẩm này, đây là phần sáng tác sẽ vượt trội hơn tất cả sáng tác trước đó của ông, bởi vì chủ đề này vượt trội hơn mọi chủ đề khác. Chủ đề này là Messiah."

## Trường ca Messiah
Kitô hữu tin rằng Chúa Giêsu là Đấng Messiah tức là Chúa Cứu Thế. Nhà nghiên cứu âm nhạc Richard Luckett miêu tả Messiah của Handel là " một sự luận giải về sự Giáng sinh, Thương khó, Phục sinh, và về trời của Chúa Giêsu, khởi đầu với lời hứa của Thiên Chúa qua sự tuyên cáo của những nhà tiên tri và kết thúc với sự tôn vinh dành cho Chúa Kitô trên thiên đàng". Khác với hầu hết những bản oratorio của Handel, các ca sĩ trong Messiah không diễn kịch, cũng không có giọng nói dẫn chuyện chủ đạo, và rất ít diễn từ trích dẫn. Chủ đích của Jennes không phải là tái hiện cuộc đời và giáo huấn của Chúa Giêsu, nhưng là tụng ca "Sự Huyền nhiệm của Thiên Chúa", dẫn ý từ Kinh Thánh theo bản King James, và các chương Thi thiên được trích dẫn trong Sách Cầu nguyện chung của Anh giáo. Trong hầu hết những bản oratorio của Handel, giọng đơn ca giữ vị trí chủ đạo, ban hợp xướng chỉ trình bày những đoạn ngắn; nhưng với Messiah "chính phần hợp xướng đã làm thăng hoa tác phẩm khi tạo ra dòng cảm xúc mãnh liệt và làm nổi bật những thông điệp", theo nhận xét của Laurence Cummings, giám đốc Dàn nhạc Giao hưởng Handel Luân Đôn
Cấu trúc ba phần của Messiah cũng tương tự như những vở opera ba hồi của Handel, mỗi phần có nhiều "cảnh" theo sự phân chia của Jennens. Mỗi "cảnh" có một số "đoạn" được thể hiện theo cách hát nói, aria, hoặc hợp xướng. Có hai đoạn dành cho các loại nhạc cụ, đoạn dẫn nhập Sinfony theo phong cách French overture, và pastoral Pifa, thường gọi là "pastoral symphony", tại trung điểm của Phần I.

Ở phần I, những nhà tiên tri thời Cựu Ước tiên báo sự giáng sinh của Đấng Messiah. Sự kiện các thiên sứ báo tin mừng cho những mục tử được thể hiện qua lời ký thuật của Phúc âm Lu-ca. Phần II thuật lại sự thương khó, sự chết, sự phục sinh và về trời của Chúa Giêsu, Phúc âm được rao giảng trên khắp thế giới, và sự vinh hiển của Thiên Chúa được thể hiện cách cô đọng và súc tích trong tuyệt khúc "Hallelujah". Phần III khởi đi từ lời hứa về sự cứu rỗi, kế tiếp là lời tiên báo về Ngày Đoán xét và sự sống lại phổ quát, rồi kết thúc với sự đắc thắng tội lỗi cùng sự chết, và sự ngợi ca dành cho Chúa Ki-tô. Theo nhà âm nhạc học Donald Burrows, những người không có sự hiểu biết căn bản về Kinh Thánh khó nắm bắt được nội dung của bản trường ca. Vì vậy, Jennens cho ấn hành và phân phối những bản dẫn giải.

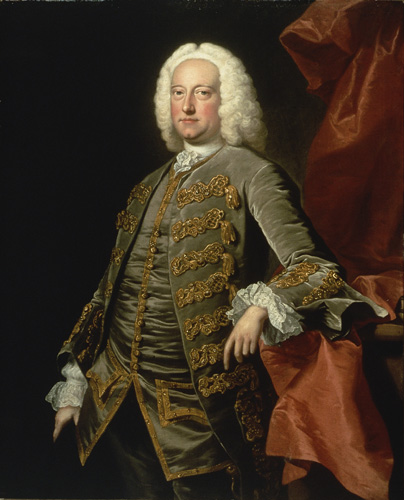
Chân dung Charles Jennens khoảng năm 1740

### Ca từ
Charles Jennens sinh khoảng năm 1700 trong một gia đình giàu có sở hữu nhiều đất đai và tài sản trong vùng Warwickshire và Leicestershire, về sau ông thừa kế tài sản của gia đình. Do quan điểm tôn giáo và chính trị của mình – phản đối Đạo luật Settlement năm 1701 cho phép thành viên Nhà Hanover đến từ Đức lên ngôi trị vì nước Anh – Jennens không được nhận văn bằng của Trường Balliol, Đại học Oxford, cũng không được bổ nhiệm vào các chức vụ công. Song, tài sản của gia đình cho phép ông theo đuổi nếp sống phong lưu và dành nhiều thời gian cho niềm đam mê âm nhạc và văn chương. Nhà âm nhạc học Donald Burrows viết, "không có chút nghi ngờ nào về tài năng viết ca từ của Jennens". Ông say mê và hỗ trợ tích cực cho Handel, trợ giúp tiền bạc để phát hành tất cả những bản tổng phổ của Handel kể từ Rodelinda năm 1725. Đến năm 1741, sau sự cộng tác để hình thành tác phẩm Saul, một tình bạn nồng ấm nảy sinh giữa Jennens và Handel, lãnh địa của gia đình Jennens tại Gopsall là nơi Handel thường xuyên lui tới.
Trong bức thư gởi Holdsworth đề ngày 10 tháng 7 năm 1741, Jennens lần đầu tiên đề cập đến Messiah, nói rằng nội dung của bản trường ca vừa mới hoàn thành, có lẽ vào đầu mùa hè. Là một tín hữu Anh giáo mộ đạo và xác tín vào thẩm quyền Kinh Thánh, một phần trong chủ đích của Jennens là thách thức những người theo Thần giáo (Deism), họ bác bỏ giáo lý Thiên Chúa, với quyền tể trị, can thiệp vào các vấn đề của con người. Không có chứng cứ nào cho rằng Handel đóng vai trò tích cực trong việc tuyển lựa và chăm chút phần nội dung của bản trường ca như ông đã làm cho Saul; có lẽ ông nhận ra rằng chỉnh sửa tác phẩm của Jennens là không cần thiết.

### Phổ nhạc

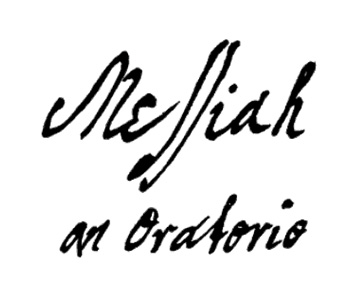
Trang bìa bản tổng phổ Messiah viết tay của Handel

Phần nhạc của Messiah được hoàn tất chỉ trong 24 ngày theo tốc độ viết nhạc của Handel. Sau khi nhận phần ca từ của Jennens, chỉ một thời gian ngắn sau ngày 10 tháng 7 năm 1741, Handel khởi sự viết nhạc cho Messiah từ ngày 22 tháng 8. Những gì được ghi lại cho thấy đến ngày 28 tháng 8 ông đã hoàn tất Phần I, ngày 6 tháng 9 Phần II, và Phần III vào ngày 12 tháng 9, rồi thêm hai ngày nữa để hoàn chỉnh tác phẩm vào ngày 14 tháng 9. Trong bản tổng phổ viết tay dày 259 trang có những chỗ phô bày sự vội vàng của tác giả như những dấu mực, vết xước, các dòng kẻ còn bỏ trống, và những lỗi chưa chỉnh sửa. Dù vậy, theo học giả âm nhạc Richard Luckett đối với một tác phẩm lớn như Messiah thì số lượng sai sót như thế là rất nhỏ.
Cuối bản thảo Handel ghi "SDG" – Soli Deo Gloria, "Sự vinh hiển chỉ dành riêng cho Thiên Chúa". Dòng chữ này cùng tốc độ sáng tác đã củng cố niềm tin rằng Handel đã nhận lãnh sự soi dẫn thiên thượng trong khi phổ nhạc cho câu chuyện dẫn ý từ Kinh Thánh, như ông thuật lại trải nghiệm của mình khi viết bản hợp xướng "Hallelujah", "tôi đã nhìn thấy thiên đàng ngay trước mắt". Theo thói quen khi viết một tác phẩm mới, Handel chọn một số sáng tác có sẵn để đưa vào Messiah như bài song ca tiếng Ý sáng tác một thời gian ngắn trước đó và một bài khác viết từ hai mươi năm trước. Cũng vậy, Se tu non lasci amore từ năm 1722 được chọn làm phần nền cho "Hỡi sự chết, nọc độc của ngươi ở đâu?"; "Ách của Ngài dễ chịu". và "Ngài sẽ thanh tẩy" được rút ra từ Quel fior che alla’ride (tháng 7 năm 1741), "Một con trẻ sẽ được sinh cho chúng ta," và "Hết thảy chúng ta đều như chiên đi lạc" từ Nò, di voi non vo' fidarmi (tháng 7 năm 1741). Trong bản tổng phổ, theo tập quán đương thời, Handel dành nhiều khoảng trống cho các loại nhạc cụ, những ấn bản sau này đã thêm nhiều chi tiết vào bản tổng phổ nguyên thủy.
Handel hiệu đính nhiều lần bản tổng phổ viết tay trước khi đưa tác phẩm này ra mắt công chúng. Từ năm 1742 đến 1754, ông tiếp tục hiệu đính và viết lại những phần riêng lẻ, có lẽ để thích ứng với đặc điểm của mỗi ca sĩ. Bản tổng phổ Messiah được phát hành lần đầu năm 1767, sáu năm khi Handel mất.

## Công diễn

### Dublin, 1742
Từ lời mời của Công tước Devonshire, khi ấy là Toàn quyền Ireland, Handel quyết định chọn Dublin làm địa điểm ra mắt công chúng cho Messiah vào mùa đông năm 1741-42. Một nghệ sĩ vĩ cầm và là bạn của Handel, Matthew Dubourg, đang là nhạc trưởng cho quan Toàn quyền. Không ai biết chắc lý do Handel chọn Dublin, ông cũng không thông báo cho Jennens về kế hoạch trình diễn; trong bức thư đề ngày 2 tháng 12 năm 1741, Jennens viết cho Holdsworth, "…là một điều sỉ nhục cho tôi khi biết rằng ông ấy cho trình diễn Messiah ở Ireland thay vì ở đây [Luân Đôn]." Tuy nhiên, lúc ấy Dublin ở trong số những thành phố thịnh vượng và phát triển nhanh nhất châu Âu, giới tinh hoa giàu có ở đây muốn thể hiện sự sành điệu cũng như sức mạnh kinh tế của mình bằng cách tổ chức những sự kiện văn hóa lớn. Có lẽ Handel xem Dublin là một chọn lựa tốt để chuẩn bị cho những buổi trình diễn ở Luân Đôn. Sau khi đến Dublin vào ngày 18 tháng 11 năm 1741, Handel chuẩn bị một chuỗi những buổi hòa nhạc từ giữa tháng 12 năm 1741 đến tháng 2 năm 1742 tại Great Music Hall trên Đường Fishamble. Những buổi trình diễn gây tiếng vang quá lớn đến nỗi người ta bắt đầu sắp xếp để tổ chức một chuỗi những buổi hòa nhạc tiếp theo. Dù vậy, Trường ca Messiah không xuất hiện trong những buổi trình diễn này.
Đến đầu tháng 3, Handel thảo luận với các ủy ban hữu quan để mở một buổi hòa nhạc từ thiện ấn định vào tháng 4, và ông có ý định ra mắt Messiah vào dịp này, đồng thời được Nhà thờ St Patrick và Nhà thờ Christ Church cho phép sử dụng những ca đoàn của họ với 16 giọng ca nam và 16 nam thiếu niên, vài người trong số học được chọn để trình diễn đơn ca. Trong các giọng đơn ca nữ có Christina Maria Avoglio giữ vai chính soprano, và Susannah Cibber, một nghệ sĩ sân khấu đã thành danh. Buổi trình diễn tại Đường Fishamble dự định tổ chức ngày 12 tháng 4 bị hoãn một ngày "theo yêu cầu của những nhân vật danh giá".
Ba tổ chức từ thiện hưởng lợi từ những khoản thu của buổi trình diễn là Bệnh viện Mercer, Charitable Infirmary, và một tổ chức hỗ trợ tài chính cho những người bị bỏ tù vì nợ nần. Trong một bản tường trình về cuộc tổng duyệt, tờ Dublin News-Letter miêu tả bản oratorio như là "... vượt quá mọi sự trong Thiên nhiên từng được thể hiện trên Vương quốc này hoặc ở bất cứ nơi nào khác". Bảy trăm người đến dự buổi ra mắt ngày 13 tháng 4. Bởi vì số lượng khán giả quá đông, ban tổ chức yêu cầu nam giới không đeo gươm và quý bà không mặc trang phục có đính vòng váy để tránh vướng víu. Báo chí đồng thanh khen ngợi buổi trình diễn: "Cần tìm kiếm ngôn từ để diễn đạt niềm vui thích tuyệt vời mà buổi biểu diễn đã cống hiến cho đông đảo khán giả say mê thưởng thức". Trong khoảng 400 bảng Anh thu được từ buổi trình diễn, mỗi tổ chức từ thiện kể trên nhận khoảng 127 bảng Anh, và có đến 142 người bị bỏ tù do mắc nợ được phóng thích nhờ khoản trợ giúp này.
Handel ở lại Dublin thêm bốn tháng để tổ chức buổi trình diễn thứ hai vào ngày 3 tháng 6, được công bố là "Buổi biểu diễn sau cùng của Handel trong lúc ông có mặt tại Vương quốc này". Lần này, nguồn thu thuộc về Handel.

### Luân Đôn, 1743 – 59

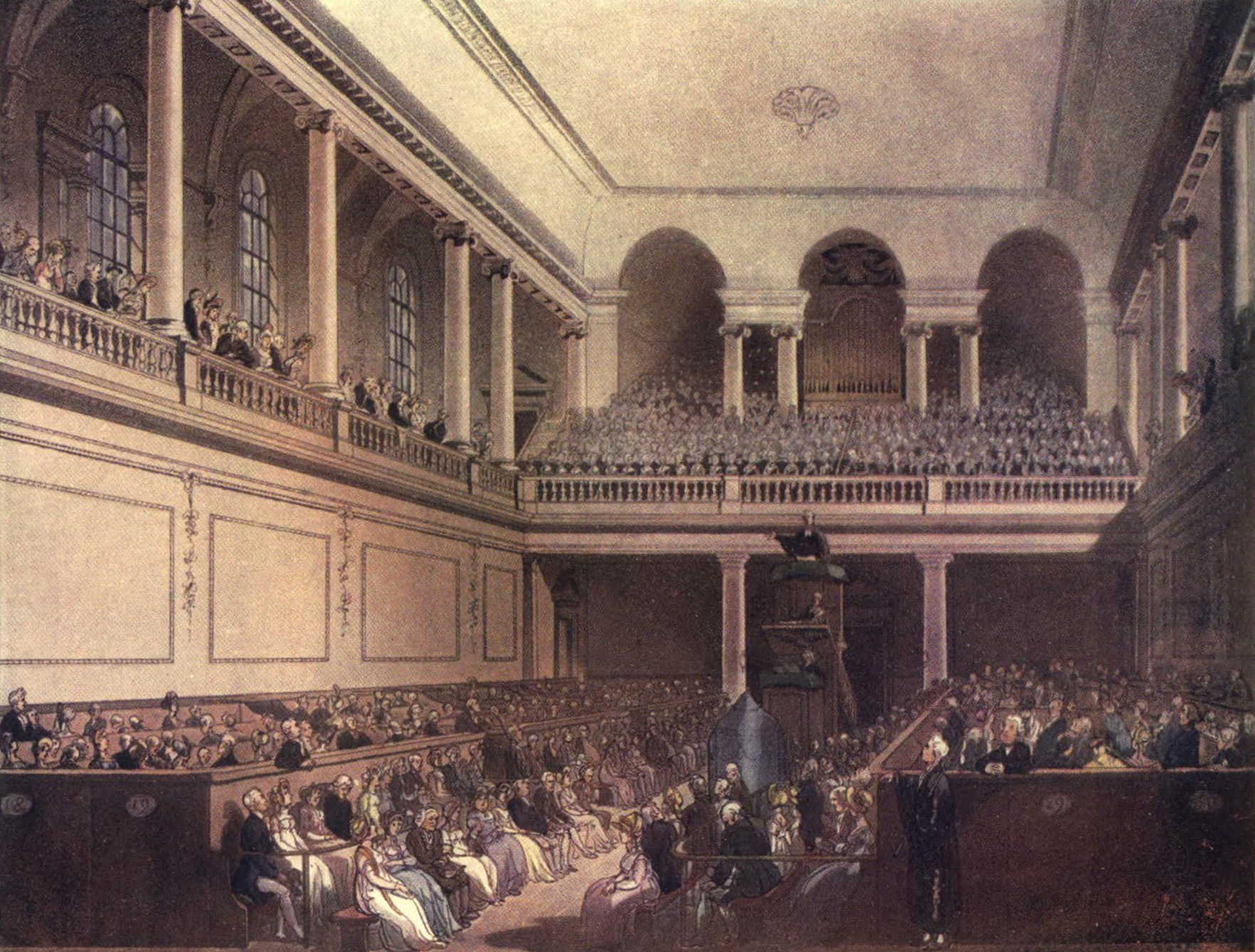
Nhà nguyện Bệnh viện Foundling, Luân Đôn, Messiah được trình diễn thường xuyên tại đây.

Sự đón tiếp nồng nhiệt dành cho Messiah tại Dublin đã không được lặp lại ở Luân Đôn khi Handel giới thiệu tác phẩm tại Hí viện Covent Garden ngày 23 tháng 3 năm 1743. Avoglio và Cibber tiếp tục đảm trách hai giọng đơn ca chính với sự hỗ trợ của ca sĩ tenor John Beard, giọng bass Thomas Rheinhold và hai giọng soprano Kitty Clive và Cô Edwards. Lần trình diễn này bị phủ bóng bởi những chỉ trích đến từ báo giới cho rằng chủ đề quá thiêng liêng không nên trình diễn tại một nhà hát với những ca sĩ kiêm diễn viên thế tục như Cibber và Clive. Để đối phó, Handel thay thế tên tác phẩm Messiah bằng một tên mới chỉ dùng ở Luân Đôn "New Sacred Oratorio". Theo thói quen, Handel chỉnh sửa âm nhạc cho phù hợp với các ca sĩ, và thêm phần mới "And lo, the angel of the Lord" cho Clive. Ông cũng thêm ca khúc giọng tenor cho Beard: "Their sound is gone out" đã có sẵn trong ca từ của Jennens nhưng không được xuất hiện trong buổi trình diễn tại Dublin.
Sự đón tiếp ban đầu khá lạnh nhạt ở Luân Đôn khiến Handel quyết định rút số buổi biểu diễn từ sáu xuống còn ba buổi, trong năm 1744 không có buổi trình diễn nào – đã làm Jennens tức giận, mối quan hệ giữa hai người trở nên cay đắng trong một thời gian. Handel chỉ huy hai buổi trình diễn ngày 9 và 11 tháng 4 năm 1745 tại Covent Garden, rồi xếp tác phẩm này lại trong vòng bốn năm.
Trong buổi biểu diễn năm 1749 cũng tại Covent Garden, xuất hiện hai giọng đơn ca nữ, và kể từ đó tên tuổi của họ gắn liền với âm nhạc Handel: Giulia Frasi và Caterina Galli. Năm sau thêm giọng alto nam Gaetano Guadagni. Năm 1750 cũng là thời điểm khởi đầu đề án trình diễn từ thiện hằng năm trợ giúp Bệnh viện Foundling, chương trình này kéo dài cho đến sau khi Handel qua đời. Từ buổi trình diễn năm 1754, dàn nhạc giao hưởng có mười lăm đàn violin, năm viola, ba cello, hai double-bass, bốn bassoon, bốn oboe, hai trumpet, hai horn và trống. Trong dàn hợp xướng mười chín thành viên có sáu giọng kim đến từ Chapel Royal; phần còn lại, tất cả là nam giới, đảm trách giọng alto, tenor, và bass. Frasi, Galli, và Beard, những giọng đơn ca chính, cũng được phân công hỗ trợ ca đoàn.
Sự thành công tại Dublin đã được tái hiện ở Luân Đôn, một phần là do lúc ấy người ta đang tìm kiếm một sáng tác đỉnh cao cho dịp lễ Giáng sinh, "đã có những nhạc phẩm hay cho lễ Phục sinh – nổi bật nhất là St Matthew Passion của Bach – nhưng có quá ít những bản thánh nhạc viết cho Giáng sinh, mà toàn bộ phần I của Messiah dành cho sự kiện giáng sinh của Chúa Kitô", nhận xét của Cummings.
Do bị suy giảm thị lực từ năm 1754, đến năm 1755 Handel chuyển quyền chỉ huy những buổi trình diễn Messiah tại bệnh viện cho học trò của ông, J. C. Smith, nhưng đến năm 1757, ông trở lại nhiệm vụ. Ngày 6 tháng 4 năm 1759, tám ngày trước khi từ trần, Handel đến dự buổi trình diễn Trường ca Messiah, và đó là lần sau cùng ông dự một buổi biểu diễn một sáng tác của mình.

### Thế kỷ 18
Trong thập niên 1750, Messiah ngày càng xuất hiện nhiều hơn tại những lễ hội và các giáo đường trên khắp đất nước. Những bài hợp xướng và những bản aria riêng lẻ được sử dụng trong các buổi lễ nhà thờ, trong các buổi hòa nhạc. Điều này càng phổ biến hơn trong suốt thế kỷ 19 và kéo dài đến ngày nay. Sau khi Handel từ trần, những buổi công diễn được tổ chức tại Florence (1768), New York (trích đoạn, 1770), Hamburg (1772), và Mannheim (1777), tại đây Mozart lần đầu tiên có cơ hội thưởng thức kiệt tác này. Cho đến vài thập niên sau khi Handel qua đời, quy mô dàn nhạc trong các buổi trình diễn của Messiah tương tự với buổi biểu diễn gây quỹ cho Bệnh viện Foundling năm 1754. Tuy nhiên, khởi đi năm 1784, một chuỗi các buổi biểu diễn tưởng niệm Handel tại Điện Westminster do Vua George III bảo trợ, quy mô lớn của các buổi trình diễn đã trở nên hình mẫu cho những buổi công diễn sau này. Một tấm bảng gắn trên tường Điện Westminster ghi lại, "Dàn nhạc gồm có DXXV [525] ca sĩ và nhạc công dưới sự chỉ huy của Joah Bates Esqur." Trong một bài viết năm 1955, Sir Malcolm Sargent – một nhạc trưởng, nghệ sĩ organ, và nhà soạn nhạc nổi tiếng ủng hộ các buổi trình diễn hoành tráng – viết, "Ông Bates... đã hiểu biết rất tốt về Handel và tôn trọng ước nguyện của ông. Dàn nhạc giao hưởng đông đảo với hai trăm năm mươi nhạc công, trong đó có mười hai nghệ sĩ kèn co, mười hai trumpet, sáu trombone, và ba cặp bộ trống timpani (một số có kích cỡ đặc biệt lớn)". Trong năm 1787 có thêm những buổi biểu diễn tại Điện Westminster, những bảng quảng cáo ghi, "Dàn nhạc có đến Tám trăm Nghệ sĩ".
Tại Âu châu lục địa, những buổi công diễn Trường ca Messiah được thực hiện theo một cung cách khác: bản tổng phổ của Handel được phối âm lại để đáp ứng thị hiếu đương thời. Năm 1786, Johan Adam Hiller thể hiện Messiah tại Đại giáo đường Berlin với bản tổng phổ đã được soạn lại. Năm 1788 có thêm một buổi biểu diễn do Hiller phối âm lại với ca đoàn 259 người và dàn nhạc có 87 đàn dây, 10 bassoon, 11 oboe, 8 kèn co, 4 clarinet, 4 trombone, 7 trumpet, bộ trống, harpsichord, và organ. Năm 1789, Nam tước Gottfried van Swieten và Gesellschaft der Associierten (một hiệp hội ở Viên quy tụ những nhà quý tộc yêu âm nhạc) ủy nhiệm Mozart phối âm lại một số sáng tác của Handel trong đó có Messiah. Soạn cho những cuộc trình diễn quy mô nhỏ, Mozart bỏ phần đệm đàn organ, thêm những phần dành cho sáo, kèn clarinet, trombome và kèn co, soạn lại một vài đoạn, và cải biên những đoạn khác. Cuộc trình diễn thực hiện ngày 6 tháng 3 năm 1789 trong những căn phòng của Công tước Johann Esterházy với bốn giọng đơn ca và ban hát 12 người. Bản phối âm của Mozart, với một ít sửa đổi của Hiller, được phát hành năm 1803, sau khi ông qua đời. Nhà âm nhạc học Moritz Hauptmann miêu tả những đóng góp của Mozart như là "những họa tiết trên ngôi đền bằng đá cẩm thạch".

### Thế kỷ 19
Trong thế kỷ 19 tại Đức và các quốc gia nói tiếng Anh, cách tiếp cận âm nhạc Handel ngày càng đa dạng hơn. Ở Leipzig năm 1856, nhà âm nhạc học Friedrich Chrysander và nhà sử học văn chương Georg Gottfried Gervinus thành lập Händel-Gesellschaft Đức với mục tiêu phát hành những ấn bản chính xác toàn bộ sáng tác của Handel. Cùng lúc, những buổi trình diễn tại Anh và Mỹ tách rời khỏi cung cách thể hiện của Handel với quy mô ngày càng hoành tráng hơn. Messiah được trình diễn tại New York năm 1853 với ca đoàn 300 người, còn ở Boston con số này vượt quá 600. Tại Anh, trong "Đại hội Handel" tổ chức ở Crystal Palace năm 1857, có ca đoàn 2 000 người với dàn nhạc giao hưởng 500 nhạc công thể hiện Messiah và những bản oratorio khác của Handel.
Trong hai thập niên 1860 và 1870, lực lượng tập hợp cho các cuộc trình diễn còn hùng hậu hơn. Những cuộc trình diễn hoành tráng đòi hỏi phải tăng cường đáng kể cho dàn nhạc giao hưởng. Những người hâm mộ Handel tin rằng nếu sinh thời các loại nhạc cụ cần thiết có sẵn thì Handel đã mở rộng quy mô các cuộc trình diễn rồi.
Một trong những nguyên nhân khiến việc tổ chức các cuộc trình diễn quy mô lớn trở nên phổ biến là việc các ca đoàn nghiệp dư xuất hiện khắp mọi nơi. Sir Thomas Beecham, một nhạc trưởng, viết rằng trong suốt 200 năm các ca đoàn là "phương tiện thể hiện âm nhạc trên toàn cõi" nước Anh. Tuy nhiên, sau những ngày cực thịnh trong thời Victoria, theo nhận xét của Beecham, "có phản ứng mạnh mẽ chống lại những buổi biểu diễn hoành tráng... kêu gọi trở lại thời kỳ khi nhạc Handel được thể hiện và thưởng thức như trong quãng thời gian từ năm 1700 đến 1750". Đến cuối thế kỷ 19, Sir Frederick Bridge và T. W. Bourne đi tiên phong trong nỗ lực phục hồi Trường ca Messiah theo phong cách trình diễn của Handel, các tác phẩm của Bourne đã lập nền cho các những nghiên cứu học thuật xuất hiện vào đầu thế kỷ 20.

### Từ thế kỷ 20
Mặc dù trong thế kỷ 20 phong cách trình diễn hoành tráng vẫn được duy trì bởi những tổ chức như Royal Choral Society, Mormon Tabernacle Choir, và Huddersfield Choral Society, trào lưu chủ trương về nguồn với Handel ngày càng lớn mạnh. Năm 1902, nhà âm nhạc học Ebenezer Prout phát hành một ấn bản mới cho bản tổng phổ, tập hợp những bản viết tay nguyên thủy của Handel thay vì những bản in với nhiều sửa đổi và sai sót. Dù vậy, Prout tin rằng một sự tái tạo chính xác bản tổng phổ nguyên thủy của Handel là không thực tế. Prout tiếp tục sử dụng sáo và các loại kèn clarinet và trombone cho bản phối âm của Handel, nhưng ông dùng kèn trumpet mà Mozart trước đó đã không sử dụng. Có một ít bất đồng đối với phương pháp của Prout, và khi phiên bản bác học của Chrysander được ấn hành, nó được chào đón và trân trọng như một tác phẩm để nghiên cứu, không phải để trình diễn. Một sự thể hiện chính xác theo nguyên bản bị xem là bất khả.
Tại nước Đức không có nhiều buổi trình diễn Messiah như ở Anh, thường khi chỉ với quy mô trung bình. Tại Festival Handel năm 1922 tổ chức ngay tại thị trấn quê nhà của Handel, Halle, ca đoàn chỉ có 163 người, và dàn nhạc với 64 nhạc công. Tại Anh, công nghệ truyền thanh và ghi âm đóng góp đáng kể cho nỗ lực trở lại với phong cách trình diễn của Handel. Lấy thí dụ, năm 1928, Beecham sử dụng một dàn nhạc quy mô nhỏ để ghi âm Messiah mặc dù bản phối âm vẫn chưa giống với nguyên bản. Trong hai năm 1934 và 1935, BBC phát sóng những buổi trình diễn Messiah dưới sự chỉ huy của Adrian Boult được xem là "trung thành triệt để với bản tổng phổ của Handel". Một buổi trình diễn tương tự tổ được tổ chức tại Đại Giáo đường Worcester như là một phần trong Festival Three Choir năm 1935. Năm 1950 tại Đại Giáo đường St Paul, John Tobin chỉ huy một buổi trình diễn Messiah với ca đoàn 60 người, và một giọng đơn ca alto counter-tenor theo phong cách thời Handel.

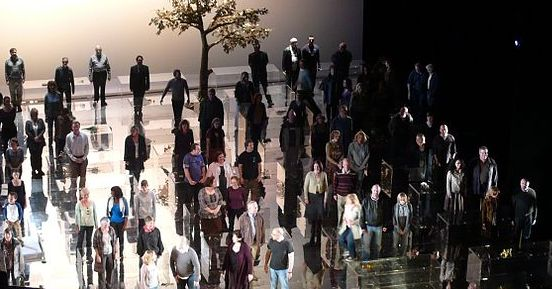
Messiah trên sân khấu Nhà hát Opera Quốc gia Anh, 2009

Trong năm 1965, khuynh hướng trở lại với phong cách trình diễn theo nguyên bản được đẩy mạnh nhờ sự xuất hiện của một ấn phẩm mới của bản tổng phổ do Watkins Shaw biên tập. Đến thời điểm Shaw qua đời năm 1996, tờ Times ghi nhận rằng ấn bản của ông "đang được sử dụng rộng rãi".
Messiah vẫn là sáng tác nổi tiếng nhất của Handel, luôn được trình diễn nhiều lần vào mùa Giáng sinh, đến nỗi nhà phê bình âm nhạc Alex Ross cho rằng chỉ riêng tại New York trong tháng 12 năm 1993 có đến 21 buổi trình diễn Messiah là "lặp đi lặp lại đến độ nhàm chán". Ngược lại với khuynh hướng trình diễn theo nguyên bản là những buổi biểu diễn trong các nhà hát opera, cả ở Luân Đôn (2009) và Paris (2011). Bản tổng phổ của Mozart được cũng được sử dụng thường xuyên. Tại những xứ sở nói tiếng Anh, những buổi trình diễn với sự tham gia tích cực của khán giả như là những ca sĩ nghiệp dư với con số lên đến hàng trăm người cũng trở nên phổ biến.
Đầu thập niên 1970, Ca đoàn Học sinh Sinh viên Tin Lành và một số nhà thờ Tin Lành ở Sài Gòn đã tổ chức những buổi trình diễn bài hợp xướng "Hallelujah" thuộc Trường ca Messiah. Đến tháng 6 năm 2011, tuyệt khúc Hallelujah lại được thể hiện bởi Ca đoàn Tin Lành Dân tộc Jarai trong Lễ Kỷ niêm 100 năm Tin Lành đến Việt Nam, tổ chức tại Đà Nẵng. Năm sau, ngày 13 tháng 4 năm 2012, kỷ niệm 270 năm lần công diễn đầu tiên của bản trường ca tại Dublin, Ban nhạc Giao hưởng Quốc gia Việt Nam và Ban Hợp xướng Quốc tế tổ chức hai đêm trình diễn Trường ca Messiah tại Nhà hát lớn Hà Nội.

## Nội dung
Trường ca Messiah được chia làm ba phần, tương ứng với các giai đoạn trong cuộc đời Chúa Giêsu. Phần thứ nhất trình bày những ký thuật về sự giáng sinh. Phần thứ hai nói về sự khổ hình, sự phục sinh, sự lên trời của Chúa Giêsu, và sự ủy thác của ngài cho các môn đồ đem thông điệp phúc âm đến toàn thế giới. Phần thứ ba dựa trên các biến cố ghi chép trong sách Khải Huyền của Thánh John. Phần lớn nội dụng của Messiah nhắc đến những lời tiên tri trong Cựu Ước báo trước sự giáng sinh và cuộc đời Chúa Giêsu.
Aria giọng nữ cao "Tôi biết Cứu Chúa hằng sống" thường được cất lên trong các tang lễ Kitô giáo. Người ta tin rằng bản aria này là nhân tố gợi cảm hứng cho các sáng tác của Nhóm Tứ ca Westminster. Trên ngôi mộ của Handel là bức tượng của ông tay cầm những bản aria.
Charles Jennens soạn lời cho Messiah trích từ Kinh Thánh bản King James. Phần trích Thi Thiên từ bản Great Bible. Jennens chia tác phẩm thành ba phần (hoặc hồi), mỗi hồi có vài cảnh:
Hồi I: Sự Giáng sinh
Cảnh 1: Lời Tiên tri về sự cứu rỗi
Cảnh 2: Lời Tiên tri về sự Giáng sinh của Đấng Messiah
Cảnh 3: Điềm báo cho thế giới
Cảnh 4: Lời Tiên tri về sự trinh thai
Cảnh 5: Thiên sứ báo tin cho các mục tử
Cảnh 6: Các phép lạ của Chúa Ki-tô
Phần II: Sự Khổ hình
Cảnh 1: Sự hi sinh, sự khổ nhục, và sự hấp hối của Chúa Giêsu trên thập tự giá
Cảnh 2: Sự chết, sự xuống âm phủ, và Sự phục sinh của Giêsu
Cảnh 3: Sự lên trời
Cảnh 4: Ngài được vinh hiển trên Thiên đàng
Cảnh 5: Khởi đầu công cuộc truyền bá phúc âm
Cảnh 6: Thế giới và các nhà cầm quyền khước từ phúc âm
Cảnh 7: Sự khải hoàn của Thiên Chúa
Phần III: Lai thế - Lời hứa của sự sống đời đời
Cảnh 1: Lời hứa về sự cứu rỗi từ lúc Adam sa ngã
Cảnh 2: Ngày Phán xét
Cảnh 3: Chiến thắng sự chết và tội lỗi
Cảnh 4: Sự vinh hiển của Chúa Kitô
Nhiều ca từ có gợi ý từ Cựu Ước. Phần đầu dựa nhiều vào sách Isaiah, với những lời tiên tri về Đấng Messiah. Cũng có những trích dẫn từ các sách phúc âm; đây là đoạn kết của phần đầu để mở ra phần hai. Thiên sứ báo tin mừng cho các mục tử trích từ Phúc Âm Luca, thêm hai phần trích từ Phúc Âm Mátthêu, và một từ Phúc Âm Gioan: "Kìa, Chiên Con của Thiên Chúa, là Đấng cất tội lỗi của thế gian." Phần còn lại trình bày các lời tiên tri của Isaiah, và những câu trích từ các sách phúc âm. Phần ba trích từ sách Job ("Tôi biết Cứu Chúa hằng sống"), và từ thư thứ nhất Phaorô gởi tín hữu thành Côrintô.
Bản hợp xướng rất nổi tiếng "Hallelujah" được đặt cuối Phần II có phần trích từ sách Khải Huyền của Tân Ước với câu, "Chiên Con đã chịu giết" ("Amen").
Dù Messiah thường được trình diễn vào dịp Giáng sinh, bản hoàn chỉnh của bài trường ca này không chỉ liên quan đến Lễ Giáng sinh (Phần I), mà còn đến Lễ Phục sinh (Phần II). Cũng cần lưu ý rằng, "Halleluja", bản hợp xướng gắn liền với Lễ Giáng sinh, lại được đặt ở Phần II và Phần III – thuộc Lễ Phục sinh.

## Hallelujah
Nổi tiếng nhất trong trường ca Messiah là phần hợp xướng "Hallelujah" với nội dung dựa trên sách Khải Huyền trong Tân Ước:
"Đoạn, tôi nghe có tiếng như một đám đông vô số người, khác nào tiếng nước lớn hoặc như tiếng sấm dữ, mà rằng: Alleluia! Vì Chúa là Thiên Chúa chúng ta, là Đấng Toàn năng, đã cầm quyền cai trị." (Khải Huyền 19:6)
"Vị thiên sứ thứ bảy thổi loa, có những tiếng lớn vang ra trên trời rằng: Từ nay nước của thế gian thuộc về Chúa chúng ta và Chúa Ki-tô của Ngài, Ngài sẽ trị vì đời đời." (Khải Huyền 11:15)
"Trên áo choàng và trên đùi Ngài, có đề một danh là: VUA CỦA CÁC VUA VÀ CHÚA CỦA CÁC CHÚA." (Khải Huyền 19:16)
Tại nhiều nơi trên thế giới, đã trở thành thông lệ cho mọi người đều đứng lên khi giai điệu của bài Hallelujah được cất lên. Theo truyền thuyết, vua George II đã đứng dậy ngay khi nốt nhạc đầu tiên của bài hợp xướng khải hoàn Hallelujah vang lên. Từ đó, nghi thức hoàng gia luôn yêu cầu các bậc quân vương phải đứng lên, và như thế mọi người có mặt cũng phải làm theo nhà vua. Bởi vì không ai biết chính xác lý do khiến vua George II đứng lên khi nghe bài Hallelujah nên có các giải thích khác nhau về sự kiện này, trong đó có luận cứ được chấp nhận rộng rãi nhất: Theo thông lệ, mọi người phải đứng dậy để bày tỏ sự tôn kính đối với bậc quân vương. Bài hợp xướng Hallelujah tôn vinh Chúa Ki-tô là Vua của muôn vua. Khi đứng lên, vua George II đã chấp nhận rằng mình cũng chỉ là một thần dân của Chúa của muôn chúa. Tuy nhiên, chưa có chứng cứ nào cho thấy nhà vua đã có mặt trong buổi ra mắt hoặc trong bất cứ buổi trình diễn nào khác của Trường ca Messiah, mặc dù tập quán này đã được nhắc đến trong một bức thư đề năm 1756.
Bởi vì bài Hallelujah thường được trình diễn riêng nên được nhiều người biết đến như là "Bài hợp xướng Hallelujah". Thật ra, cách gọi chính xác là "Bài hợp xướng Hallelujah của Trường ca Messiah".

## Âm nhạc đồ họa
Handel cũng nổi tiếng với khả năng sử dụng âm nhạc đồ họa – soạn giai điệu trầm bổng theo ý nghĩa của ca từ - trong nhiều tác phẩm của ông. Có lẽ được biết đến nhiều nhất là bài aria giọng nam cao Every valley shall be exalted (Mọi nơi sủng thấp sẽ được nâng cao), thuộc phần I của trường ca Messiah. Ca từ có đoạn viết "...and every mountain and hill made low; the crooked straight and the rough places plain" (mọi núi đồi sẽ bị hạ xuống; chỗ quanh co sẽ nên thẳng tắp và nơi dốc hãm sẽ thành đồng nội) Handel soạn nhạc như sau:
Những nốt nhạc lên cao dần đến F♯ ngay trên âm tiết đầu của từ mountain, rồi rơi xuống trọn một octave ngay ở âm tiết kế tiếp. Bốn nốt trên từ hill có hình dạng một ngọn đồi nhỏ, và nốt nhạc trên từ low là nốt thấp nhất trong đoạn này. Trên từ crooked là hai lần dấu láy giữa nốt C♯ và B, rồi B kéo dài hai nhịp trên từ straight. Handel thường xuyên áp dụng kỹ thuật này suốt phần còn lại của bài aria, nhất là với từ exalted, với vài nốt móc đôi và hai lần lên đến E cao:
Thông thường trong thi ca tiếng Anh thời ấy, hậu tố -ed của thì quá khứ và quá khứ phân từ của một động từ thường được phát âm như một âm tiết riêng biệt, chẳng hạn như trong đoạn nhạc này của bài And the glory of the Lord:
Như thế, từ revealed có ba âm tiết: [rɪˈviːlɛd]. Trong nhiều ấn bản, mẫu tự e là âm câm khi nói, nhưng khi hát lại trở thành một âm tiết riêng biệt được nhấn mạnh: revealèd.

## Ghi âm
Đã sớm có nhiều bài hợp xướng và aria trích từ Messiah được ghi âm với những đặc điểm: lực lượng hùng hậu, nhịp điệu chậm, và phối âm tự do. Điển hình là những hợp xướng dưới quyền chỉ huy của Sir Henry Wood, do hãng Columbia ghi âm năm 1926 với ban nhạc và ca đoàn quy tụ 3 500 người vào dịp Festival Handel tại Crystal Palace.
Một bản ghi âm gần như toàn bộ tác phẩm (vì có những phần bị cắt bỏ theo lệ thường thời ấy) được Sir Thomas Beecham thực hiện trong năm 1928, là một nỗ lực của Beecham nhằm "cung cấp một sự thể hiện, theo quan điểm của ông, gần với ý định của tác giả", với lực lượng trình diễn gọn nhẹ và nhịp điệu nhanh hơn đã trở thành truyền thống. Giọng đơn ca contralto Muriel Brunski nhận xét, "Nhịp điệu [của Beecham], nay được xem là điều đương nhiên, lúc ấy là một hành động cách mạng; ông đã đem đến một sức sống mới". Tuy nhiên, Sargent vẫn duy trì phong cách hoành tráng cho bốn đĩa ghi âm HMV của ông, bản ghi âm đầu tiên thực hiện năm 1946, ba bản sau trong hai thập niên 1950 và 1960, tất cả đều có sự cộng tác của Hội Hợp xướng Huddersfield và Dàn nhạc Giao hưởng Liverpool. Bản ghi âm thứ hai của Beecham, thực hiện năm 1947, theo nhà phê bình Alan Blyth, "càng gần hơn với nhịp điệu và tốc độ của âm nhạc Handel". Trong một cuộc nghiên cứu năm 1991 về 76 bản ghi âm toàn bộ Trường ca Messiah đến thời điểm ấy, tác gia Teri Noel Towe gọi phiên bản của Beecham là "một trong vài thành tựu xuất sắc nhất".
Năm 1954, bản ghi âm đầu tiên dựa trên bản tổng phổ nguyên thủy của Handel do Hermann Scherchen dưới sự chỉ huy cho công ty Nixa, ngay sau đó là một phiên bản khác của Sir Adrian Boult thực hiện cho công ty Decca. Theo tiêu chuẩn thế kỷ 21, nhịp điệu của Scherchen và Boult vẫn còn chậm, cũng như các giọng đơn ca vẫn chưa đủ điêu luyện. Năm 1966 và 1967 xuất hiện hai bản ghi âm dưới quyền chỉ huy của Colin Davis cho công ty Philips và Charles Mackerras cho công ty HMV, được xem là có nhiều tiến bộ về mặt học thuật và kỹ năng thể hiện. Hai nhạc trưởng này đã khởi xướng một truyền thống mới với phong cách trình diễn sinh động với quy mô nhỏ. Trong số những bản ghi âm sau cùng theo phong cách cũ có bản tái phối âm do Beecham thực hiện cho công ty RCA trong năm 1959, một bản ghi âm do Karl Ritcher thực hiện cho công ty DG năm 1973, và bản thứ ba dựa trên bản tổng phổ năm 1902 của Prout với ca đoàn 325 người và dàn nhạc 90 nhạc cụ dưới quyền chỉ huy của Sir David Willcocks trong năm 1995.
Đến cuối thập niên 1970, những đòi hỏi về tính nguyên thủy phát sinh nhu cầu sử dụng đúng các loại nhạc cụ đã được sử dụng thời Handel cũng như tái hiện phong cách trình diễn thời ấy. Bản ghi âm đầu tiên theo cách này được thực hiện bởi hai chuyên gia âm nhạc Christopher Hogwood (1979) và John Eliot Gardiner (1982), mau chóng trở nên chuẩn mực cho những bản ghi âm khác, mặc dù một số nhạc trưởng như ngài Georg Solti (1985) và ngài Neville Marriner (1993) vẫn thích sử dụng các loại nhạc cụ hiện đại hơn. Những tờ báo như Gramophone và The Penguin Guide to Recorded Classical Music tán dương hai bản ghi âm của Trevor Pinnock (1988) và Richard Hickox (1992). Phiên bản của Hickox sử dụng 24 ca sĩ cho ban hợp xướng và dàn nhạc với 31 nhạc công; Handel đã chọn 19 ca sĩ cho ban hợp xướng và 37 nhạc công cho dàn nhạc.
Cũng có những bản ghi âm cố tái thể hiện những cuộc trình diễn ban đầu: phiên bản Dublin năm 1942 được Jean-Claude Malgoire làm lại trong năm 1980, một vài bản ghi âm theo phiên bản Bệnh viện Foundling năm 1754 được thực hiện bởi Hogwood (1979), Andrew Parrot (1989), và Paul McCreesh. Về những bản biến tấu không theo truyền thống phải kể đến bản ghi âm cuối thập niên 1950 của Leonard Bernstein.

## Các ấn bản
Bản tổng phổ lần đầu tiên được phát hành năm 1767, bao gồm những biến tấu và những phần viết lại của Handel, vẫn là nền tảng cho nhiều cuộc trình diễn kể từ lúc nhà soạn nhạc còn sống. Nhiều cuộc trình diễn ngày nay với khuynh hướng trở về nguyên bản đều dựa trên ba ấn bản phát hành trong thế kỷ 20:
- Phiên bản Novello do Watkins Shaw biên tập, phát hành lần đầu năm 1959, hiệu đính và tái bản năm 1965. Việc sử dụng số hiệu lần đầu tiên được áp sụng cho phiên bản Prout năm 1902.[101]
- Phiên bản Bärenreiter được John Tobin biên tập, phát hành năm 1965, lập nền cho việc đánh số Messiah theo danh mục của Bernd Baselt (HWV) các tác phẩm của Handel, phát hành năm 1984.[101]
- Phiên bản Peters do Donald Burrows, phát hành năm 1972, có sử dụng cách đánh số do Kurt Soldan phát kiến.[101]

Phiên bản Frederich Chrysander và Max Seiffert biên tập cho Deutsche Händel-Gesellschaft (Berlin 1902) không phải là ấn bản cho những cuộc trình diễn, nhưng được dùng cho nghiên cứu và học thuật.